# Verfassungsrat (Elfenbeinküste)
Der Verfassungsrat der Elfenbeinküste (französisch Conseil constitutionnel) oder kurz CC ist eine ivorische Behörde. Ab 2003 war Yanon Yapo der Präsident des Rates. Im August 2009 wurde dieser von Paul Yao-Ndré, einem Vertrauten des damaligen Präsidenten, Laurent Gbagbo, abgelöst.
Der Verfassungsrat muss das amtliche Endergebnis bestätigen und ist somit die letzte Instanz der Wahlgesetzgebung.
Deshalb wurde die  Ernennung von Paul Yao-Ndré zum Präsidenten des Verfassungsrats von der Opposition als Eingriff in die Neutralität der Wahlgerichtsbarkeit kritisiert. Diese erfolgte allerdings verfassungsgemäß, weil der frühere Präsident am Ende seines Mandates stand.

## Geschichte
Der Verfassungsrat wurde am 16. August 1994 durch das Gesetz Nummer 94–438 als ivorische Institution errichtet. 
Am Abend des 30. Novembers 2010 scheiterte der erste Versuch im Sitz der Unabhängigen Wahlkommission die Endergebnisse der Präsidentschaftswahlen 2010 bekanntzugeben. Bei der Verkündung der ersten Teilergebnisse durch den Sprecher der CEI hinderte ihn Damana Adia Pickass, ein Anhänger des damaligen Präsidenten Laurent Gbagbo, mit Gewalt und den Worten „Wir haben diese Ergebnisse nicht autorisiert.“ vor laufenden Kameras am Weitermachen.
In der Nacht vom 1. auf den 2. Dezember 2010 verkündete der Vorsitzende der Wahlkommission Bakayoko den Sieg von Alassane Ouattara mit 54 Prozent. Gegen diesen Entscheid legte Gbagbo bei dem Verfassungsrat Beschwerde ein. Der Verfassungsrat entsprach dem Antrag, wegen der nicht fristgerechten Verkündung. Er annullierte die Ergebnisse in sieben nördlichen Provinzen und der Frankreich in der Diaspora lebenden Ivorern und erklärte Gbagbo zum Wahlsieger. Das Land hatte somit zwei Präsidenten. Die Folge war eine monatelange, blutige Regierungskrise.
Choi Young-Jin, Chef der ONUCI, kritisierte, dass der Verfassungsrat keine inhaltliche Prüfung der Ergebnisse durchgeführt hatte, die in dieser kurzen Zeit auch gar nicht möglich gewesen wäre, sondern offenbar so lange die Ergebnisse einzelner Wahlbezirke für ungültig erklärt hatte bis Gbagbo eine Mehrheit hatte. Die Annullierung der Ergebnisse der zunächst beanstandeten drei oder vier Regionen hätte nicht ausgereicht.
Außerdem kündigte der Verfassungsrat eine Prüfung von Wahlbeschwerden an, nachdem sich Gbagbos Partei um eine Annullierung der Wahlergebnisse in drei Wahlkreisen des Nordens bemüht hatte. Es handelt sich um die Regionen Savanes, Denguélé und Worodougou.